# デスティニー・チュクニェレ
デスティニー・チュクニェレ（マルタ語: Destiny Chukunyere、2002年8月25日 - ）は、マルタの歌手、シンガーソングライター。

## 経歴
ビルキルカラ出身。父親はナイジェリア出身のイボ人の元サッカー選手ドゥビシ・チュクニェレであり、母親はマルタ人。2人のきょうだいがいる。
チュクニェレは2014年頃から音楽コンクールに参加し、フェスティバル・カンズネッタ・インディペンデンツァ2014で3位、北マケドニアのアスタリスク音楽祭とイタリアのサンレモジュニアで1位をとった。
2015年7月11日、チュクニェレはバレッタの地中海会議センターで開催されたジュニア・ユーロビジョン・ソング・コンテスト2015のマルタ全国決勝で、アレサ・フランクリンの『シンク』を歌い優勝した。同年11月21日にブルガリアのソフィアで開催された同大会でマルタ代表として参加し、『Not My Soul』を歌い、2004年のマリア・イサベルの記録を破る185点で優勝した。同年12月13日、チュクニェレとチームは、マルタの共和国奉仕勲章を受賞した。
2017年、チュクニェレはアレサ・フランクリンの『シンク』を歌い、ITVのブリテンズ・ゴット・タレントの第11シリーズに参加し、音楽評論家サイモン・コーウェルからの好評をもらった。
2020年、チュクニェレはXファクターマルタで優勝したため、オランダのロッテルダムで開催されたユーロビジョン・ソング・コンテスト2020でのマルタ代表となった。代表曲は『All of My Love』と発表されたが、同年3月18日にCOVID-19のパンデミックにより同大会はキャンセルとなった。2020年5月16日、マルタ側は2021年大会にチュクニェレを続投させると発表した。2021年3月15日、代表曲『Je me casse』はユーロビジョン・ソング・コンテストの公式YouTubeチャンネルでリリースされた。

## 参考資料
1. ↑  “Who is Destiny Chukunyere?”.  TVM. 2016年3月4日時点のオリジナルよりアーカイブ。2021年5月20日閲覧。
2. ↑  “Nigerian Igbo tribe presents Destiny with recognition award”. Oikotimes. (2016年1月2日).  オリジナルの2016年3月5日時点におけるアーカイブ。
3. ↑  Cremona (2015年7月12日). “"Xħin rebħet binti, aġixxejt qisni rbaħt logħba futbol" – Ndubisi Chuckunyere” (マルタ語).   Newsbook. 2016年3月4日時点のオリジナルよりアーカイブ。2021年5月20日閲覧。
4. ↑  Zammit (2016年10月19日). “RITRATT: L-ewwel ritratt ta' Melody, oħt Destiny Chukunyere” (マルタ語).  Xarabank. 2016年11月18日時点のオリジナルよりアーカイブ。2021年5月20日閲覧。
5. ↑  “Three Maltese singers for San Remo Junior”. The Times (Malta) (2015年4月12日). 2016年3月4日時点のオリジナルよりアーカイブ。2021年5月20日閲覧。
6. ↑  Fisher (2015年7月11日). “Destiny Chukunyere to represent Malta in Sofia!”. EBU.   European Broadcasting Union. 2015年7月13日時点のオリジナルよりアーカイブ。2021年5月20日閲覧。
7. ↑  Pace (2015年7月12日). “So happy to have won such a prestigious contest but I wish to remain the Destiny that I am”.  TVM. 2016年3月4日時点のオリジナルよりアーカイブ。2021年5月20日閲覧。
8. 1 2  “Junior Eurovision 2015 winning team feature in Republic Day honours”. TVM. (2015年12月13日).  オリジナルの2016年3月4日時点におけるアーカイブ。
9. ↑  Ross (2015年11月21日). “Breaking News: Congratulations, Malta!”.  EBU. 2016年4月2日時点のオリジナルよりアーカイブ。2021年5月20日閲覧。
10. ↑  Galea (2017年5月20日). “Destiny gets thumbs up from Simon Cowell”. Malta Today. 2017年5月23日時点のオリジナルよりアーカイブ。2021年5月20日閲覧。
11. ↑  Gatt, Christopher (2017年5月23日). “Worried about Malta's Destiny”. The Times (Malta)
12. ↑  “Excuse her French! Destiny releases 'Je Me Casse'”. Eurovision.tv (2021年3月15日). 2021年3月15日閲覧。
13. ↑   (英語) Destiny - Je Me Casse - Malta 🇲🇹 - Official Music Video - Eurovision 2021 2021年3月22日閲覧。